# クリスチャン10世 (デンマーク王)
クリスチャン10世（デンマーク語: Christian 10.、クリスチャン・カール・フレゼリク・アルバート・アレクサンダー・ヴィルヘルム、デンマーク語: Christian Carl Frederik Albert Alexander Vilhelm、1870年9月26日 - 1947年4月20日） は、デンマーク国王（在位：1912年5月14日 - 1947年4月20日）、アイスランド国王（在位：1918年12月1日 - 1944年6月17日）。

## 生涯

### 生い立ち
1870年にコペンハーゲン近くのシャルロッテンボー城で生まれた。1912年にデンマーク国王に即位し、1918年から1944年の間はアイスランド国王も兼ねた。

### 1920年のイースター危機
1920年4月、クリスチャン10世はイースター危機を煽動した。すぐに国王と内閣の間で、シュレスヴィヒのデンマーク再統一に対して対立が起こった。この地は旧デンマーク領であり、第2次シュレスヴィヒ戦争でプロイセンに奪われたのである。
元来シュレスヴィヒに住むデーン人問題は長らく存在していたが、第一次世界大戦におけるドイツ帝国の敗北はこの問題の解決の糸口を作った。ヴェルサイユ条約の規定のよればシュレスヴィヒは2地区（1つは現在のデンマークの南ユトランド州、すなわち北シュレスヴィヒ。もう一つは現在のドイツ連邦共和国のシュレスヴィヒ＝ホルシュタイン州、即ち中シュレスヴィヒ）で住民投票で帰属を決定することになっていた。ドイツ系の住民が多数派を占める南シュレスヴィヒでは住民投票そのものが行われず、戦後もドイツの一部であると定められた。
北シュレスヴィヒでは75%の住民がデンマークとの再統一を支持し、ドイツ残留を支持したのは25%であった。中シュレスヴィヒでは逆に、80%がドイツへ残ることを希望し、デンマークへ再統合を求めるのはわずか20%しかいなかった。選挙結果を受けたカール＝テオドール・ツァーレ首相は北シュレスヴィヒの再統合を決定、中シュレスヴィヒに関しては引き続きドイツの領有を認めた。
しかし多くのデンマークの民族主義者は投票の結果を考えなしに、中シュレスヴィヒもデンマークに回帰されるべきだと信じており、また長年苦しめられてきていたドイツを弱体化させることを望んでいた。クリスチャン10世はこの考えに賛同し、首相に中シュレスヴィヒもデンマークに統合するよう命じた。けれども1901年の先の危機以来、デンマークは立憲君主制であったので、ツァーレ首相は王命には従う義務はないと判断。結局彼はクリスチャン10世との激論の末、国王を無視して北シュレスヴィヒのみの編入を実行した後、数日後に自分が首相を辞任することで決着をつけようとした。
だが怒ったクリスチャン10世は残った内閣を罷免、そして代わりに保守派の内閣を任命して中シュレスヴィヒの奪回を目指そうとした。しかし、この内閣の罷免は猛烈なデモを引き起こし、あわや革命のような雰囲気を誘発することになり、王制廃止論すら公然と言われるようになってしまった。やむを得ずクリスチャン10世は社会民主主義者との交渉を行った。結局国王が妥協して保守派の内閣を罷免、選挙が行われるまで妥協的な内閣を任命して事態の収拾を図ることを余儀なくされた。その後国王の権限は大幅に削減され、クリスチャン10世は象徴的な国家元首とされることとなった。なお、この行動はデンマーク国王が議会の承認を得なかった最後の政治行動とされている。

### 第二次世界大戦
やがて第二次世界大戦が勃発すると、ナチス・ドイツによってデンマークは軍事占領されることになる。しかし、アドルフ・ヒトラーはデンマークを同じゲルマン民族の国家と見ていたため、デンマーク政府とともにクリスチャン10世はコペンハーゲンに留まることを許された。しかしクリスチャン10世は依然としてデンマーク国民の独立の象徴となっており、それだけでなく彼はドイツに対して様々な有形無形の抵抗を示した。これはノルウェーからイギリスへ亡命し、外から対独抗戦を国民に呼びかけた弟ホーコン7世とは対照的である。
彼の公式の演説はしばしば政府の占領軍への妥協から規模を縮小されたものの、逆にクリスチャン10世の抵抗を具体化させ、デンマーク国民の反独感情を煽る結果となった。彼は高齢にもかかわらず、毎日馬上の人となり町を往来した。馬丁の随行はなく、衛兵一人がついただけであった。1942年に落馬した後は、クリスチャン10世の健康状態は悪化し、病床に就くようになった。
1944年のアイスランドの王制廃止に際しては、祝福のメッセージを送ることで事実上の承認を与えた。一方で、アイスランド国王の公称を、その後も終生用い続けている。
1947年に死去し、過去のデンマーク王族と同様にロスキレ大聖堂に埋葬された。

## 人物
民主主義の成長期にあって、王家の威厳と権力の重要性を強調する権威主義者・統治者的傾向があったために、クリスチャン10世は必ずしも大衆の人気を得ていたわけではなかったようである。しかしながら、2つの世界大戦にわたる治世と、デンマークの民族主義およびナチス・ドイツ支配へのレジスタンス運動の英雄的象徴として果たした役割により、近代以降のデンマーク君主の中でも最も敬愛される国王の一人となった。
また、身長199cmの長身であり、歴代の国王のうち身長が計られた者では最も背が高い。

## 家族
1898年に、メクレンブルク＝シュヴェリーン大公フリードリヒ・フランツ3世と大公妃アナスタシアの娘であるアレクサンドリーネと結婚し、2男を儲けた。
- フレゼリク（1899年 - 1972年） のちのフレゼリク9世
- クヌーズ（1900年 - 1976年）

## 逸話

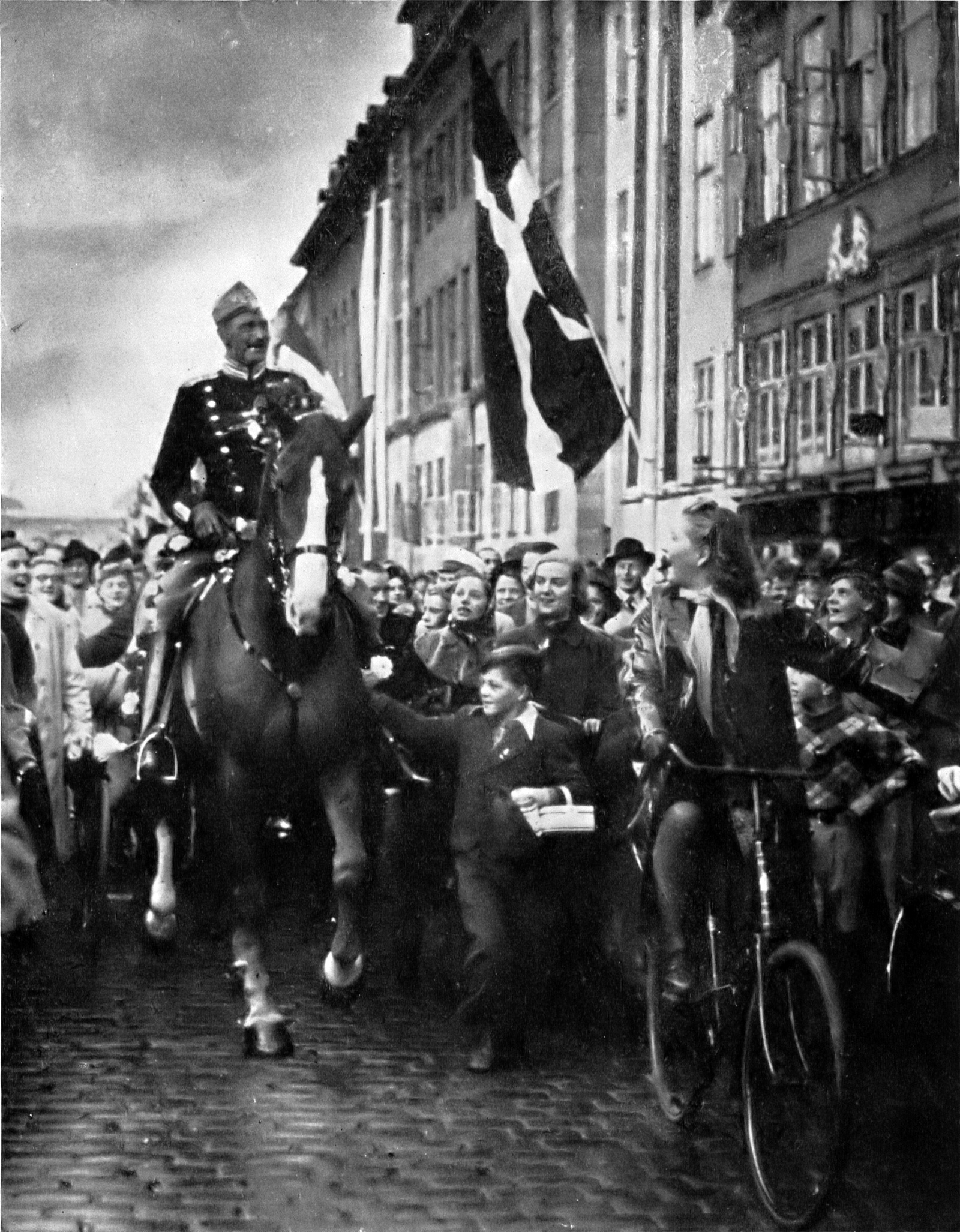
第2次世界大戦の間、クリスチャンは毎日コペンハーゲン市街へ騎馬で繰り出し、デンマークの王権の象徴となった。この写真は1940年の彼の誕生日に撮影されたもの。

1980年代のはじめに、「インターナショナル・ヘラルド・トリビューン」がダビデの星のついた服を着る、馬上のクリスチャン10世の写真を戦時化で印象的な写真としてフルページの広告に取り上げた。これは国王がユダヤ人を援けるサインと、占領中にナチスの迫害に苦しむユダヤ人との連帯のシンボルであったことを指摘する有名な話である（この話はレオン・ユリスの1958年のイスラエルの建国について書かれた小説『エクソダス 栄光への脱出』に部分的に伝えられ、よく知られることになった）。だが、デンマークではユダヤ人は「ダビデの星」をつけることを強制されなかったので、このサポートの出所は怪しいものとなっている。
他にクリスチャン10世が占領中に王宮となっていたクリスチャンスボー城にナチスの旗が翻っていたのを撤去させたという話がある。国王宮にドイツ国旗が掲げられているのを嫌ったクリスチャン10世はドイツの将軍を呼び、彼に旗の撤去を命じた。将軍がそれを拒むと国王は「デンマークの兵が一人で、旗を撤去しに行くでしょう」と言った。将軍がそのような兵は撃つと言えば国王は「それはできますまい。そのデンマーク兵は私だから」と言ってのけた。やむを得ず将軍はただちに旗の撤去を命じた。
武田龍夫『嵐の中の北欧』（中公文庫）p267では、旗はデンマーク国旗であり、それを下ろさせようとしたドイツの将軍に対し国王が抗議し、最後に「（ドイツ軍が下ろしたデンマーク国旗を再び掲揚しようとする兵士を射殺するというなら）私がその兵士になろう」と言った、という話になっている。

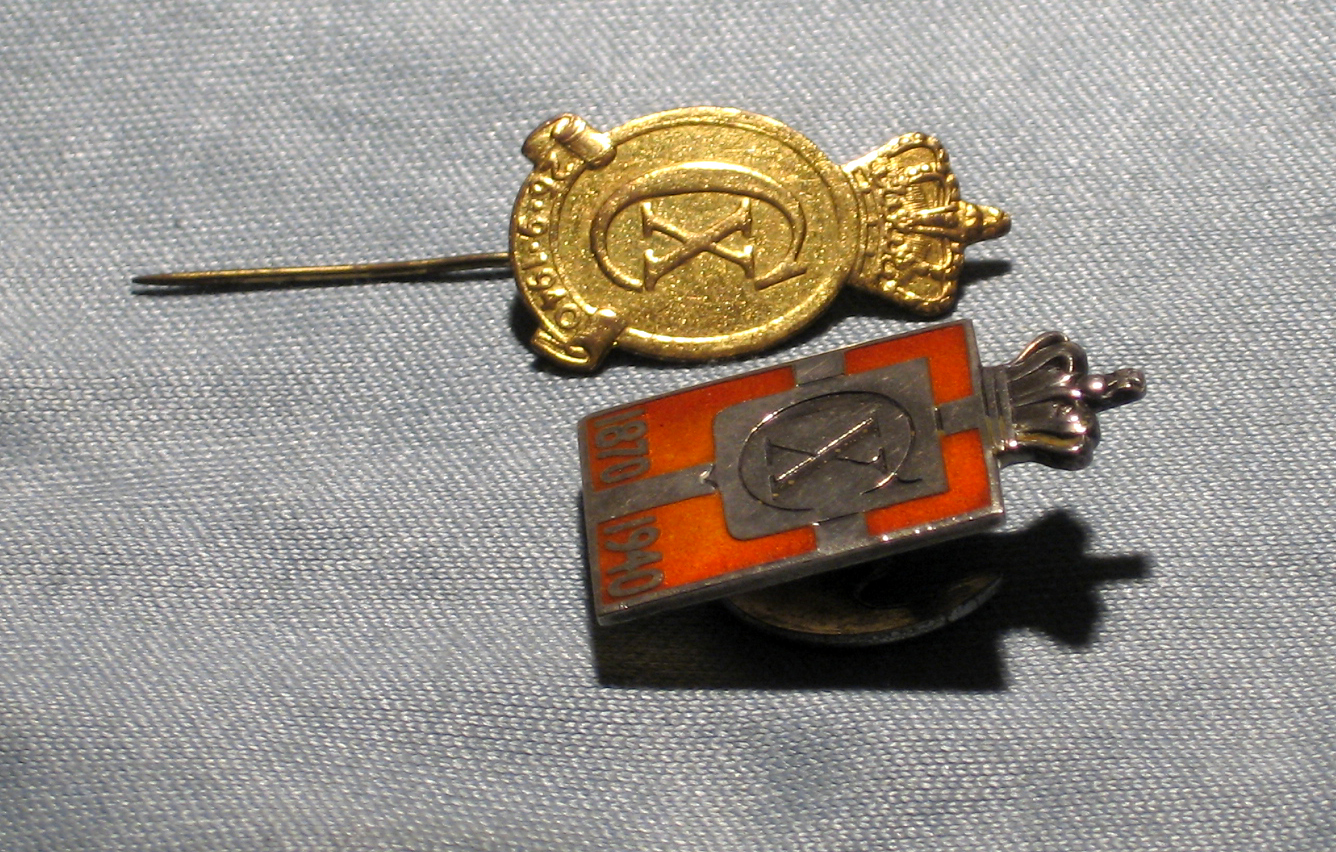
クリスチャン10世のモノグラムを配したピンバッジ

1942年にアドルフ・ヒトラーがクリスチャンの72歳の誕生日を祝して長い電報を打った時、クリスチャン10世はそれの返礼として僅かに一行「どうもありがとう。国王クリスチャン（Meinen besten Dank. Chr. Rex）」とのみ返電した。クリスチャン10世に小馬鹿にされたヒトラーは激怒し、すぐに在コペンハーゲンの大使を召還して在ドイツのデンマークの大使を追放した。ヒトラーの怒りはそれに留まらずウィルヘルム・ブールが首班となっていたデンマーク内閣を更迭して一層親独的なエリク・スカンウェニウスを新たな内閣の首班として据えた。
デンマーク人にとってドイツ占領に対しての愛国主義と無言の抵抗の表明の手段として、クリスチャン10世のモノグラムのピンバッジ（Kongemærket、王の徽章）を着用することが行われた。

## 系図

クリスチャン10世のモノグラム

| クリスチャン9世  |                  |                  |                  |                  |                  |                                  |                                  |                                  |                                  |                                  |                                  |  |  |  |  |  |  |  |  |  |  |  |  |  |  |
|                  |                  |                  |                  |                  |                  |                                  |                                  |                                  |                                  |                                  |                                  |  |  |  |  |  |  |  |  |  |  |  |  |  |  |
|                  |                  |                  |                  |                  |                  |                                  |                                  |                                  |                                  |                                  |                                  |  |  |  |  |  |  |  |  |  |  |  |  |  |  |
| フレゼリク8世    | フレゼリク8世    | フレゼリク8世    | フレゼリク8世    | フレゼリク8世    | フレゼリク8世    | （ギリシャ国王） ゲオルギオス1世 | （ギリシャ国王） ゲオルギオス1世 | （ギリシャ国王） ゲオルギオス1世 | （ギリシャ国王） ゲオルギオス1世 | （ギリシャ国王） ゲオルギオス1世 | （ギリシャ国王） ゲオルギオス1世 |  |  |  |  |  |  |  |  |  |  |  |  |  |  |
| フレゼリク8世    | フレゼリク8世    | フレゼリク8世    | フレゼリク8世    | フレゼリク8世    | フレゼリク8世    | （ギリシャ国王） ゲオルギオス1世 | （ギリシャ国王） ゲオルギオス1世 | （ギリシャ国王） ゲオルギオス1世 | （ギリシャ国王） ゲオルギオス1世 | （ギリシャ国王） ゲオルギオス1世 | （ギリシャ国王） ゲオルギオス1世 |  |  |  |  |  |  |  |  |  |  |  |  |  |  |
|                  |                  |                  |                  |                  |                  | （グリクシンブルグ朝）           |                                  |                                  |                                  |                                  |                                  |  |  |  |  |  |  |  |  |  |  |  |  |  |  |
|                  |                  |                  |                  |                  |                  |                                  |                                  |                                  |                                  |                                  |                                  |  |  |  |  |  |  |  |  |  |  |  |  |  |  |
|                  |                  |                  |                  |                  |                  |                                  |                                  |                                  |                                  |                                  |                                  |  |  |  |  |  |  |  |  |  |  |  |  |  |  |
| クリスチャン10世 | クリスチャン10世 | クリスチャン10世 | クリスチャン10世 | クリスチャン10世 | クリスチャン10世 | （ノルウェー国王） ホーコン7世   | （ノルウェー国王） ホーコン7世   | （ノルウェー国王） ホーコン7世   | （ノルウェー国王） ホーコン7世   | （ノルウェー国王） ホーコン7世   | （ノルウェー国王） ホーコン7世   |  |  |  |  |  |  |  |  |  |  |  |  |  |  |
| クリスチャン10世 | クリスチャン10世 | クリスチャン10世 | クリスチャン10世 | クリスチャン10世 | クリスチャン10世 | （ノルウェー国王） ホーコン7世   | （ノルウェー国王） ホーコン7世   | （ノルウェー国王） ホーコン7世   | （ノルウェー国王） ホーコン7世   | （ノルウェー国王） ホーコン7世   | （ノルウェー国王） ホーコン7世   |  |  |  |  |  |  |  |  |  |  |  |  |  |  |
| フレゼリク9世    | フレゼリク9世    | フレゼリク9世    | フレゼリク9世    | フレゼリク9世    | フレゼリク9世    | （グリュクスボー朝）             | （グリュクスボー朝）             | （グリュクスボー朝）             | （グリュクスボー朝）             | （グリュクスボー朝）             | （グリュクスボー朝）             |  |  |  |  |  |  |  |  |  |  |  |  |  |  |
| フレゼリク9世    | フレゼリク9世    | フレゼリク9世    | フレゼリク9世    | フレゼリク9世    | フレゼリク9世    | （グリュクスボー朝）             | （グリュクスボー朝）             | （グリュクスボー朝）             | （グリュクスボー朝）             | （グリュクスボー朝）             | （グリュクスボー朝）             |  |  |  |  |  |  |  |  |  |  |  |  |  |  |
| マルグレーテ2世  |                  |                  |                  |                  |                  |                                  |                                  |                                  |                                  |                                  |                                  |  |  |  |  |  |  |  |  |  |  |  |  |  |  |
|                  |                  |                  |                  |                  |                  |                                  |                                  |                                  |                                  |                                  |                                  |  |  |  |  |  |  |  |  |  |  |  |  |  |  |
| フレゼリク10世   |                  |                  |                  |                  |                  |                                  |                                  |                                  |                                  |                                  |                                  |  |  |  |  |  |  |  |  |  |  |  |  |  |  |